# (7621) Sweelinck
(7621) Sweelinck est un astéroïde de la ceinture principale.

## Description
(7621) Sweelinck est un astéroïde de la ceinture principale. Il fut découvert le 24 septembre 1960 à l'observatoire Palomar par Cornelis Johannes van Houten, Ingrid van Houten-Groeneveld et Tom Gehrels. Il présente une orbite caractérisée par un demi-grand axe de 3,14 UA, une excentricité de 0,19 et une inclinaison de 0,3° par rapport à l'écliptique.
Cet astéroïde est nommé en l'honneur de l'organiste et compositeur néerlandais Jan Pieterszoon Sweelinck (1562-1621).

## Compléments